# Euploea midamus
Euploea midamus is een vlinder uit de familie Nymphalidae en de onderfamilie Danainae.
De wetenschappelijke naam is gepubliceerd in 1758 door Carl Linnaeus in de tiende editie van Systema naturae.